# Municipio Bachíniva
Koordinaten: 28° 51′ N, 107° 17′ W
Bachíniva ist ein Municipio mit gut 6000 Einwohnern im mexikanischen Bundesstaat Chihuahua. Das Municipio hat eine Fläche von 953,5 km². Verwaltungssitz und größter Ort im Municipio ist das gleichnamige Bachíniva.

## Geographie
Das Municipio Bachíniva liegt zentral im Bundesstaat Chihuahua auf einer Höhe zwischen 1800 m und 3000 m. Es zählt zur Gänze zur physiographischen Provinz der Sierra Madre Occidental und liegt vollständig im endorheischen Becken der Cuencas Cerradas del Norte. Die Geologie des Municipios wird zu 49 % von rhyolithischem Tuff bestimmt bei 36 % Konglomeratgestein und je etwa 7 % Basalt und Alluvionen; vorherrschende Bodentypen im Municipio sind der Leptosol (27 %), Phaeozem (24 %), Durisol und Regosol (je etwa 18 %). 58 % des Municipios sind bewaldet, 34 % werden ackerbaulich genutzt, 6 % dienen als Weideland.
Das Municipio ist umgeben von den Municipios Namiquipa, Cuauhtémoc und Guerrero.

## Bevölkerung
Beim Zensus 2010 wurden im Municipio 6011 Menschen in 1948 Wohneinheiten gezählt. Davon wurden 86 Personen als Sprecher einer indigenen Sprache registriert, darunter 69 Sprecher der Tarahumara-Sprache. Etwa 4,9 % der Bevölkerung waren Analphabeten. 2175 Einwohner wurden als Erwerbspersonen registriert, wovon ca. 83 % Männer bzw. ca. 8,6 % arbeitslos waren. 2,6 % der Bevölkerung lebten in extremer Armut.

## Orte
Das Municipio Bachíniva umfasst 50 bewohnte localidades, von denen lediglich der Hauptort vom INEGI als urban klassifiziert ist. Zwölf Orte wiesen beim Zensus 2010 eine Einwohnerzahl von über 100 auf. Die größten Orte sind:
| Ort              | Einwohner |
| Bachíniva        | 2109      |
| El Porvenir      | 1071      |
| Abraham González | 0560      |
| San Blas         | 0352      |